# 五洞桥 (常州)
五洞桥，位于江苏省常州市武进区，是中华人民共和国江苏省文物保护单位之一。
2011年12月30日，授予江苏省文物保护单位，是一座古建筑。